# Скрипткіді
Скрипткі́ді (англ. script kiddie) — у хакерській культурі принизливий термін, який використовується для опису аматорів, хто користується скриптами або програмами, розробленими іншими, для атаки комп'ютерних систем і мереж або дефейсу сайтів, не розуміючи механізму їхньої дії. Передбачається, що скрипткіді занадто недосвідчені, щоб самим написати свій власний експлойт або складну програму для злому, і що їхньою метою є здебільшого спроба справити враження на друзів або отримати похвалу від спільнот комп'ютерних ентузіастів.
Алгоритм дій зазвичай такий: скрипткіді знаходять опис уразливості в багтреках, шукають пошукачем сайти, котрі володіють цією уразливістю й зламують їх.
Також для скрипткіді характерне використання конструкторів вірусів, на яких, не знаючи мови програмування, створюють віруси різного ступеня небезпеки й використовують їх у своїх цілях.

## Інструменти
В розпорядженні скрипткіді може мати велику кількість ефективного і легкого у використанні шкідливого програмного забезпечення, здатного завдати шкоди комп'ютерам та мережам. Зокрема це можуть бути програми WinNuke, Back Orifice, NetBus, Sub7, Metasploit, ProRat, PassJacker, iStealer, Snoopy та інші популярні програми, призначенні для проведення легального аудиту комп'ютерної безпеки.